# Jean Léonetti
Ne doit pas être confondu avec Jean Leonetti, député ayant donné son nom à la loi relative aux droits des malades et à la fin de vie
Pour les articles homonymes, voir Leonetti.
Jean Léonetti, né le 2 janvier 1899 à Propriano (Corse-du-Sud) et mort le 20 février 1972 à Marseille (Bouches-du-Rhône), est un homme politique socialiste français. Il fut notamment sénateur des Français résidant au Maroc de 1946 à 1959.

## Biographie
Il est nommé secrétaire du Conseil de la République les 10 janvier 1950, 9 janvier 1951, 8 janvier 1952 et 5 juin 1952,,,.

## Détail des fonctions et des mandats
Mandat parlementaire
- 27 décembre 1946 - 5 mai 1959 : conseiller de la République et sénateur des Français résidant au Maroc (SFIO)